# Babfaformák
A babfaformák (Decaisneoideae) a boglárkavirágúak (Ranunculales) rendjébe sorolt kékhüvelyfélék (Lardizabalaceae) családjának egyik alcsaládja. Az alcsalád egyetlen nemzetsége a babfa (Decaisnea), mindössze két fajjal. Holt ember ujja, illetve halott ember ujja (dead man's fingers) néven is ismert.
Magyar neve valószínűleg a német Blauschote, azaz ’kék borsóhüvely’ fordítása lehet. A latin Decaisnea nemzetségnév a belga származású francia botanikus, a Párizsi Füvészkert Jardin des Plantes kertészmérnöke, Joseph Decaisne (1807–1882) emlékét őrzi.

## Származásuk, elterjedésük
Mindkét faja Kelet-Ázsiában él a Himalájában, illetve attól keletre:
- Észak-Észak-Indiában,
- Kínában,
- Nepálban,
- Bhutánban és
- Mianmarban.

A látványos virágú és termésű kék babfát (Decaisnea fargesii) sokfelé dísznövénynek ültetik.

## Megjelenésük, felépítésük
Ez a kékhüvelyfélék (Lardizabalaceae) családjának egyetlen olyan nemzetsége, amelynek fajai nem kúszónövények, hanem cserjék, illetve kisebb fák. A két faj makroszkóposan csak gyümölcseinek színe alapján különíthető el: 
- a Decaisnea insignisé sárgászöld,
- a Decaisnea fargesiié pedig kék — erre utal magyar neve, a kék babfa.

Ez a különbség oly csekély, hogy az utóbbi időben egyes rendszertanászok a két fajt Decaisnea insignis néven összevonják, monotipikussá téve az alcsaládot.
Eredeti élőhelyükön a fák 5–8 m magasra nőnek. Összetett levelei 60–90 cm hosszúak. A levélkék száma akár 25 is lehet, maguk a levélkék hossza elérheti a 15 cm-t, szélessége a 10 cm-t. 
Virágai 25–50 cm hosszú, lelógó fürtökben nyílnak. A 3–6 cm átmérőjű, zöldessárga virágok színüket a csészelevelektől kapják; sziromleveleik nincsenek. 
Bab alakú, kb. 3 cm átmérőjű, lecsüngő termései mintegy 10 cm hosszúak és általában hármasával nőnek. Belsejüket átlátszó, zselés anyag tölti ki; ebben ülnek a kb. 1 cm átmérőjű, fekete, kemény magok (kb. 40). A zselés gyümölcshús ehető, íze állítólag a görögdinnyéére emlékeztet.

## Fordítás
- Ez a szócikk részben vagy egészben  a   Decaisnea című angol Wikipédia-szócikk ezen változatának fordításán alapul.  Az eredeti cikk szerkesztőit annak laptörténete sorolja fel. Ez a jelzés csupán a megfogalmazás eredetét és a szerzői jogokat jelzi, nem szolgál a cikkben szereplő információk forrásmegjelöléseként.